# Eid Al-Farsi
Eid Mohammed Al-Farsi, általában Eid Al-Farsi (arabul: عيد بن محمد الفارسي; Sur, 1987. január 29. –) ománi labdarúgó, az élvonalbeli Al-Seeb Club középpályása.

## Pályafutása

### A válogatottban
2010. január 20-án mutatkozott be az ománi válogatottban a Svédország elleni barátságos mérkőzésen. Első válogatott gólját 2012. szeptember 11-én szerezte az  Írország elleni barátságos találkozón. Pályafutása során játszott a 2014-es világbajnokság selejtezőjén, a 21. Arab-öböl kupán és a 2015-ös Ázsia-kupa selejtezőjén.